# Semiothisa subpunctaria
Semiothisa subpunctaria är en fjärilsart som beskrevs av Walker 1861. Semiothisa subpunctaria ingår i släktet Semiothisa och familjen mätare. Inga underarter finns listade i Catalogue of Life.